# Літвінів – Кралупи (етилбензенопровід)
Літвінів – Кралупи (етилбензенопровід) – трубопровід для транспортування етилбензену, який обслуговує роботу чеської піролізної установки у Літвінові.
З 1979-го у Літвінові працює установка парового крекінгу, котра продукує етилен та бензол – обидва компоненти, необхідні для отримання етилбензолу. За допомогою трубопроводу довжиною 80 км з діаметром 150 мм етилбензол транспортується до центральної Чехії, де на нафтохімічному майданчику у Кралупах-на-Влтаві перетворюється на стирол (170 тисяч тонн на рік). З останнього у Кралупах випускають полістирол (87 тисяч тонн), стирен-бутадієновий каучук (90 тисяч тонн), а також АБС-пла́стик (акрилонітрилбутадієнстирол).